# Kirchenmusik in Danzig
Evangelische Kirchenmusik in Danzig.

## 15. bis 18. Jahrhundert

### St. Marien
In der Marienkirche in Danzig wurde der Chorgesang seit dem Mittelalter von den Geistlichen, Schülern und Lehrern der Pfarrschule versehen. Der Kantor war bis 1500 ein Geistlicher, der auch an der Schule unterrichtete. Ihm zur Seite stand ein Succentor. 1560 wurden die finanziellen Bezüge des Kantors um einen gesonderten Betrag aufgestockt, „dat he denn pyppers vnnd andern gesellen ein gastgebott maket de em helpenn singen“. 1572 standen dem Kantor vier Lehrer und einige Schulknaben für den Figuralgesang zur Verfügung. Zu den Pflichten des Kantors gehörte die Ausbildung, Kleidung und Ernährung von vier Schülern. 1614 bestand die Kapelle aus vierzehn Sängern und elf Instrumentalisten (acht Bläser und drei Streicher). 1620 wurde zusätzlich für die Chororgel ein Organist eingestellt. Gegen 1650 wirkten in der Kapelle neben dem Kapellmeister und dem Organisten zehn Berufssänger, darunter zwei Falsettisten, und elf Instrumentalisten, darunter drei Streicher, zwei Cornettisten und sechs Posaunisten. Die Musiker wurden im 17. Jahrhundert in mehrfachen Funktionen als Sänger und Spieler verschiedener Instrumente eingesetzt. Johann Valentin Meder beklagt sich 1687 über eine nicht ausreichende Besetzung für vielstimmige Musiken. Der Stadtrat beschloss daraufhin die Ergänzung der Kapelle durch acht ausgewählte Studenten des Gymnasiums. In der Mitte des 18. Jahrhunderts bestand die Kapelle der Marienkirche neben dem Kantor und den beiden Organisten aus vier Berufssängern und zwölf Instrumentalisten. 1818 wurde die Kapelle „wegen schlechter Beschaffenheit der Kasse“ aufgelöst.
Der Instrumentenfundus bestand in der zweiten Hälfte des 17. Jahrhunderts aus zwei Violettes, einem Violon, zwei Cornettos, fünf Posaunen und sieben „Bommert“. 1718 finden sich zusätzlich zwei Violinen, acht Violen, zwei Cornettinen, zwei Blockflöten, drei Oboen, zwei Cornets de Chasse und drei Hollandsche Flöten. Das Verzeichnis von 1731 ergänzt drei Posaunen, einen großen Violone, vier Cornetts de Chasse, ein Fagott und eine Bassflöte. 1732 werden noch vier Violinen, 1736 zwei Trompeten und später noch 2 Waldhörner ein Basson und ein Paar Pauken nachgetragen.
Kapellmeister der Marienkirche waren Franciscus de Rivulo (1560–1566), Anselmus Dulcet (1566–1569), Johannes Wanning (1569–1599), Nikolaus Zangius (1599–1607), Andreas Hakenberger (1608–1627), Kaspar Förster der Ältere (1627–1652), Kaspar Förster der Jüngere (1655–1658), Balthasar Erben (1658–1686), Johann Valentin Meder (1687–1699), Maximilian Dietrich Freislich (1699–1731), Johann Balthasar Christian Freislich (1731–1764), Friedrich Christian Mohrheim (1764–1780), Georg Simon Löhlein (1780–1781), Benjamin Gotthold Siewert (1782–1811).

### St. Katharinen
Die Katharinenkirche ist die älteste Kirche Danzigs. Die Kirchenmusik wurde ab 1422 wahrscheinlich von den Schülern und Lehrern der Pfarrschule versehen. Ab 1559 sind Ausgaben zur Ausführung des Figuralgesanges dokumentiert. Drei Chorgesellen erhielten ab 1562 eine vierteljährliche Vergütung. 1578 wird ein weiterer Altist engagiert. In der ersten Hälfte des 17. Jahrhunderts bestand die Besetzung der Kapelle aus vier bis sechs Sängern und vier bis fünf Instrumentalisten. 1631 wurde ein zweiter Organist berufen. Die Zahl der Kapellmitglieder stieg in der zweiten Hälfte des 17. Jahrhunderts auf sechs Sänger und acht Instrumentalisten. Im 18. Jahrhundert reduzierte sich der Bestand an Musikern auf drei Sänger, fünf Streicher und drei Bläser. 1788 wurde die Kapelle aufgelöst.

### St. Johann
Die Kirche St. Johann entstand zwischen 1350 und 1465 als Filialkirche von St. Katharinen. 1456 wurde sie selbständig. Ein erster Kantor wird 1495 erwähnt. 1566 bestand die Kapelle aus drei Sängern (Alt, Tenor, Bass). Der Diskant wurde von Schülern der Schule gesungen. Ferner werden zwei Instrumentalisten genannt. 1626 bestand die Kapelle neben den drei Sängern aus zwei Cornettisten, zwei Posaunisten und drei Gambisten. 1691 ist die Kapelle auf fünf Berufssänger und acht Instrumentalisten angewachsen.
Der Instrumentenfundus verzeichnet 1686 eine Bombarde, ein Krummhorn, vier Posaunen, zwei Zinken, zwei Cornetincken, sieben Violinen, drei Violen, eine „Paß Viol“, eine Gambe und 2 „Stampeten“. Im 18. Jahrhundert musizierte die Kapelle in der Besetzung von vier erwachsene Sänger, sechs Chorknaben und zwölf Instrumentalisten. An Festtagen wurde mit Verstärkung doppelchörig auf beiden Orgelemporen musiziert. Die Kapelle wurde 1826 aufgelöst.
Vor 1500 sind zwei Orgeln belegt. 1554 wurde eine neue Orgel durch Meister Berent errichtet. 1625 bis 1629 wurde ein weiteres Werk mit 42 Registern auf der Empore an der Westwand von Merten Friese erbaut. 1744 bis 1746 wurde das Werk durch den Danziger Orgelbauer Andreas Hildebrand erweitert.

### St. Bartholomäi
St. Bartholomäi wurde als zweite Pfarrkirche der Altstadt 1402 errichtet und 1454 wieder abgebrochen. 1482 bis 1491 wurde sie nördlich der Katharinenkirche wieder neu gebaut. Der Kantor amtierte zugleich als Schulmeister. Außer den Knaben standen ihm ab 1570 zunächst nur an Festtagen weitere Sänger und Instrumentalisten zur Verfügung. Nach 1625 waren neben dem Kantor und Organist noch ein Altist, ein Zinkenist, ein Posaunist und zwei Gambisten angestellt. 1670 erreichte die Kapelle mit sechs Sängern und sieben Instrumentalisten ihre größte Besetzung. Nach Dokumenten von 1706 musizierte die Kapelle beim sonntäglichen Gottesdienst beim Kyrie und Gloria, nach dem Evangelium und sub communione. In der Zeit nach 1657 wurden Karfreitags regelmäßig oratorische Passionen aufgeführt. 1796 wurde die Kapelle aus finanziellen Gründen aufgelöst.

### St. Trinitatis
Die St. Trinitatis-Kirche, auch Dreifaltigkeitskirche oder Franziskanerkirche genannt, war zunächst ein Provisorium, welches 1481 bis 1514 durch einen dreischiffigen Hallenbau ersetzt wurde. Nach der Einführung der Reformation wurden hier auch Gottesdienste in polnischer Sprache gehalten. In den angrenzenden ehemaligen Klostergebäuden wurde 1558 das Akademische Gymnasium eingerichtet, das heute das Nationalmuseum ist. Für die Kirchenmusik standen die Studenten des Gymnasiums als Sänger und Instrumentalisten zur Verfügung. Musiker, die an der Kirche wirkten waren Gregor Linde und Thomas Strutius.

### St. Barbara
St. Barbara war ursprünglich eine Kapelle eines Hospitals. Die Orgel, ein volltönendes, kräftiges Werk mit Rückpositiv  soll von Hildebrand 1654 erbaut worden sein (demnach nicht von Andreas Hildebrand, der 1728 die Orgel in Praust schuf). Nach mehreren Bränden und Umbauten erfolgte 1726/28 ein Anbau von fünf Seitenschiffen. 1636 waren neben dem Kantor und dem Organisten noch zwei Sänger, ein Violist, ein Posaunist und ein Baßfiedler angestellt. Bei der samstäglichen Vesper wurde 1706 das Dixit dominus sowie ein Hymnus musiziert. Beim sonntäglichen Gottesdienst wurde deutscher Liedgesang im Wechsel mit der Orgel ausgeführt. Nach dem Evangelium folgte ein Vokalkonzert oder eine Kantate.

### St. Salvator
St. Salvator war wie St. Barbara eine Hospitalkirche. Sie entstand im Vorort Petershagen als Fachwerkbau. 1641 ist außer dem Kantor und Organisten ein Altist und drei Instrumentalisten (Viola, Krummhorn und Zink) belegt. Organist an dieser Kirche war Crato Bütner.

### Zum Heiligen Leichnam
Die Kirche Zum Heiligen Leichnam oder auch Lazarettkirche war eine Hospitalkirche. Sie lag am Fuß des Hagelsberg. Sie wurde zweimal aus strategischen Gründen abgebrochen und 1578/79 wieder aufgebaut. Die Kirchenmusik wurde 1706 durch einen Kantor und einen Organisten versehen. Von 1765 bis 1767 wurde von Friedrich Rudolph Dalitz eine zweimanualige Orgel mit 34 Registern erbaut.

### St. Peter und Paul (reformierte Gemeinde)
Die Kirche St. Peter und Paul wurde 1393 errichtet. Nachdem der erste Bau durch einen Brand vernichtet wurde, erfolgte ein Neubau als dreischiffige Hallenkirche, die 1514 vollendet wurde. Die Kirche war nach Einführung der Reformation das Zentrum der reformierten Gemeinde. Das Kantorenamt wurde ab 1563 von einem Lehrer versehen. 1591 wurden die lateinischen Gesänge abgeschafft und durch Psalmen von Lobwasser und deutsche Lieder ersetzt. Die Psalmen wurden zunächst vierstimmig und bald nur noch einstimmig ohne Orgelbegleitung gesungen. 1614 wurde die Orgel für die Begleitung des Gemeindegesanges eingesetzt. Psalmengesang mit Sängern und Instrumentalisten wurde nur an Festtagen musiziert. Besondere Bedeutung hatte in der Gemeinde das freie Orgelspiel.

## 19. Jahrhundert
Im 19. Jahrhundert wurde die Kirchenmusik zunehmend vom Bürgertum übernommen.
Der damalige Lehrer und spätere Prediger Theodor Kniewel gründete 1818 mit anderen den  der Gesangverein zu Danzig nach dem Vorbild der Berliner Singakademie. Dieser führte regelmäßig größere Werke mit Orchester auf, u. a., den Messias von Händel,  Der Tod Jesu von Graun oder Kantaten von Kniewel selber.
Dieser gründete auch eine Gesangsschule; es folgte eine Instrumentenschule, welche von Carl Friedrich Ilgner gegründet wurde. Der Domorganist Friedrich Markull wirkte von 1838 bis 1850 als Dirigent des Gesangvereins und führte Werke von Mendelssohn, Spohr und Loewe auf. 1890 kam es zu einer ersten Aufführung der Matthäuspassion von Bach. 1899 benannte sich der Gesangverein in Danziger Singakademie um.

## Orgeln
In Danzig sind einige wertvolle Orgelprospekte erhalten, unter anderem in der Marienkirche. Die meisten Instrumente erhielten allerdings nach 1945 ein neues Orgelwerk.